# Xã Bird Island, Quận Renville, Minnesota
Xã Bird Island (tiếng Anh: Bird Island Township) là một xã thuộc quận Renville, tiểu bang Minnesota, Hoa Kỳ. Năm 2010, dân số của xã này là 205 người.